# 曽根田町
曽根田町（そねだちょう）は、福島県福島市の地名で、市の本庁所管にあたる中央地域内である。

## 概要
福島駅東口の北側に接続する市街地である。東西はJR奥羽本線三河踏切付近から福島県道3号福島飯坂線や福島市道天神町森合町2号線まで、南北は福島県道310号庭坂福島線から福島県立視覚支援学校南側境界までの範囲を町域とする。北で森合町、東で天神町、南東で陣場町、南で栄町、西で線路敷地内の小字を挟み三河北町、北西で森合と隣接する。1980年代以降を皮切りに福島を代表する映画館の街として知られる。
鉄道線路沿いはかつて、東開工業や福島液化ガス、福島溶材等の工場及び事務所が多く見られたが、後にこの鉄道線路沿いの区域にはマンションやシネマコンプレックスなどが整備される。
1937年（昭和12年）に廃止された大字曾根田の一部であり、この大字曾根田は信夫郡曾根田村の流れを汲む。そのため正確には、福島旧市内（信夫郡福島町）には含まれない。
町名の由来は旧曾根田村の地理的中間部であったことなどが由来である。

## 歴史
曽根田町の範囲は、曾根田村字上ノ内の全域。曾根田村字兵庫田、殿田、古舘、広町の各一部。森合村字八反田の奥羽本線以東が該当する。1943年に合併後の新市域の地番呼称変更が行われ、従来の小字を整理し設置された。
- 1943年（昭和18年） - 曾根田町が設置される。
- 1964年（昭和39年） - 住居表示が施行される[4]。
- 1978年（昭和53年）7月19日 - 町内の東北新幹線高架橋建設現場で酸欠による死亡事故が発生。死者3人[6]。
- 2013年（平成25年）6月3日 - 当日付けで、曾根田町から曽根田町へ字名変更を実施[7]。

## 世帯数と人口
2017年（平成29年）6月30日現在の世帯数と人口は以下の通りである。
| 町丁     | 世帯数  | 人口  |
| -------- | ------- | ----- |
| 曽根田町 | 262世帯 | 484人 |

## 交通
鉄道
- 福島交通 曽根田駅（■飯坂線）

道路
- 福島県道3号福島飯坂線（飯坂街道）
- 福島県道310号庭坂福島線（庭坂街道）

## 施設
- フォーラム福島 - 映画館（2か所）。
- MAXふくしま - イオンシネマ福島、ダイユーエイトMAX等が入居する複合施設。

## 画像一覧

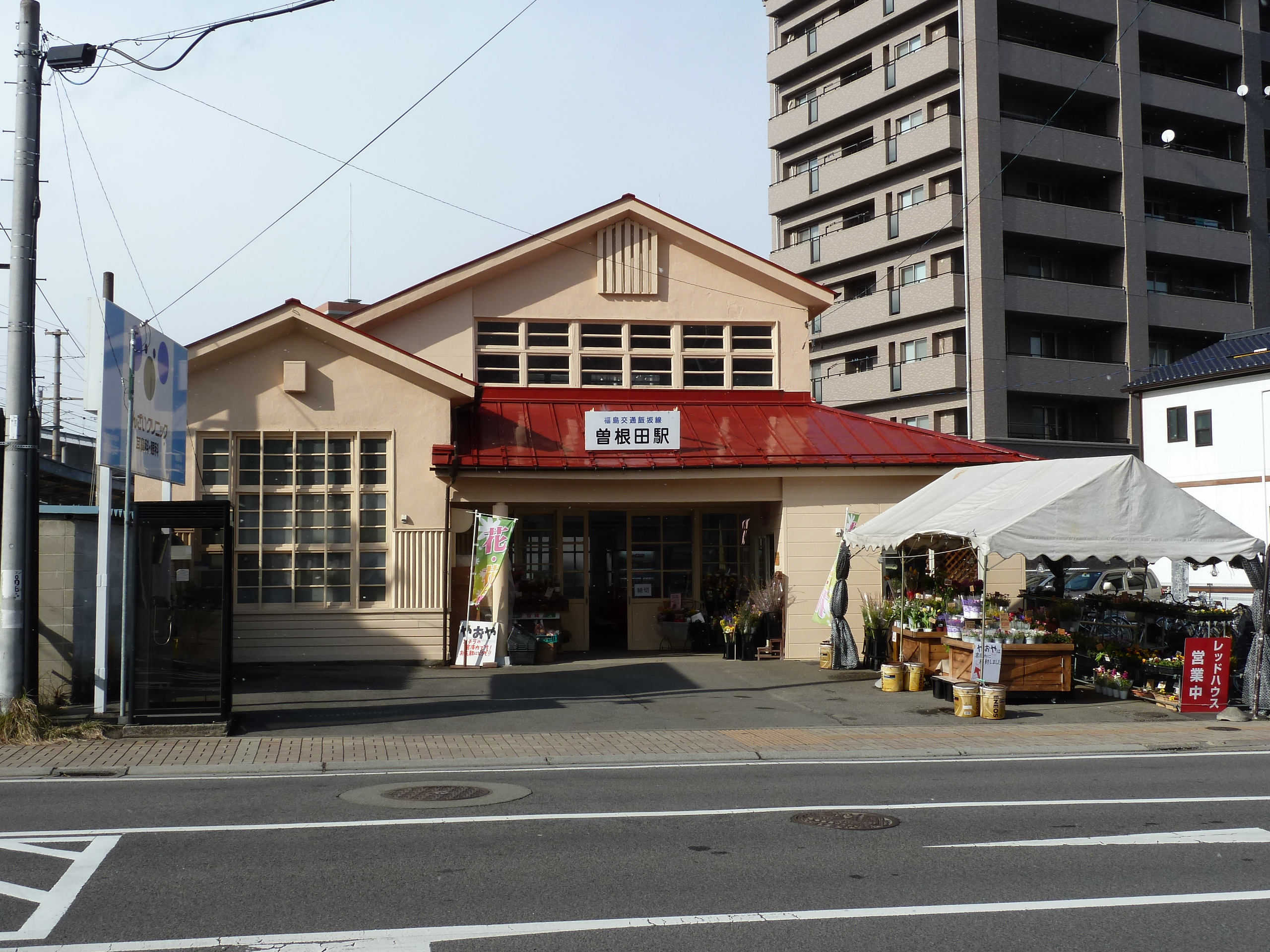
曽根田駅